# Arquelau de Quersonès
Arquelau de Quersonès, en llatí Archelaus Chersonesita, en grec antic Ἀρχέλαος fou un poeta grec d'Egipte, i es creu que era originari de la ciutat egípcia de Quersonès o Chersonesus.
Va escriure epigrames alguns dels quals es conserven a l'Antologia grega, d'on alguns autors han deduït, per un que en dedica a Alexandre el Gran, que hauria viscut en el seu temps i en el de Ptolemeu I Soter. Altres autors el situen en temps de Ptolemeu VIII Evèrgetes II, però les dues versions topen amb dificultats cronològiques. Antígon de Carist diu que narrava històries meravelloses (παράδοξα) en epigrames, a l'època de Ptolemeu II Filadelf. A més d'aquest curiós tipus d'epigrames, Arquelau va escriure una obra titulada ἰδιοφυῆ, sobre animals estranys o peculiars, també escrita en vers.